# Linia 3 metra w Barcelonie
Linia 3 – linia metra w Barcelonie, o długości 18,4 km i 26 stacjach.

## Stacje
| Stacja             | Przesiadki                           | Otwarcie | Dzielnica      |
| ------------------ | ------------------------------------ | -------- | -------------- |
| Zona Universitària |                                      | 1975     | Les Corts      |
| Palau Reial        | Trambaix: T1, T2, T3                 | 1975     | Les Corts      |
| Maria Cristina     | Trambaix: T1, T2, T3                 | 1975     | Les Corts      |
| Les Corts          |                                      | 1975     | Les Corts      |
| Plaça del Centre   |                                      | 1975     | Les Corts      |
| Sants Estació      | , kolej podmiejska i międzymiastowa. | 1975     | Sants-Montjuïc |
| Tarragona          |                                      | 1975     | Sants-Montjuïc |
| Espanya            | , kolej podmiejska                   | 1975     | Sants-Montjuïc |
| Poble Sec          |                                      | 1975     | Sants-Montjuïc |
| Paral·lel          | , Funikular Montjuïc                 | 1970     | Sants-Montjuïc |
| Drassanes          |                                      | 1968     | Ciutat Vella   |
| Liceu              |                                      | 1925     | Ciutat Vella   |
| Catalunya          | , kolej podmiejska                   | 1924     | Eixample       |
| Passeig de Gràcia  | , kolej podmiejska                   | 1924     | Eixample       |
| Diagonal           | , kolej podmiejska                   | 1924     | Eixample       |
| Fontana            |                                      | 1985     | Gràcia         |
| Lesseps            |                                      | 1985     | Gràcia         |
| Vallcarca          |                                      | 1985     | Gràcia         |
| Penitents          |                                      | 1985     | Gràcia         |
| Vall d’Hebron      |                                      | 1985     | Horta-Guinardó |
| Montbau            |                                      | 1985     | Horta-Guinardó |
| Mundet             |                                      | 2001     | Horta-Guinardó |
| Valldaura          |                                      | 2001     | Horta-Guinardó |
| Canyelles          |                                      | 2001     | Nou Barris     |
| Roquetes           |                                      | 2008     | Nou Barris     |
| Trinitat Nova      |                                      | 2008     | Nou Barris     |